# Bethoncourt
Béthoncourt é uma comuna francesa na região administrativa de Borgonha-Franco-Condado, no departamento de Doubs. Estende-se por uma área de 6,54 km². Em 2010 a comuna tinha 5 621 habitantes (densidade: 859,5 hab./km²).